# Alegeri prezidențiale în Turcia, 2023
Alegerile prezidențiale au avut loc în Turcia în mai 2023, alături de alegerile parlamentare, pentru a alege președintele pentru un mandat de cinci ani. Au fost marcate pentru prima dată de un al doilea tur de scrutin.
Alegerile inițial au fost programate să aibă loc pe 18 iunie, dar guvernul le-a mutat cu o lună înainte pentru a evita ca acestea să coincidă cu examenele universitare, Hajj pilgrimage și cu startul vacanței de vară. Se estimează că  un total de 64 de milioane de alegători au avut dreptul de-a vota la alegeri, 60.9 milioane în Turcia și 3.2 milioane în Diaspora.
Președintele în funcție Erdoğan de la Partidul Justiției și Dezvoltării (AKP) a intrat în cursa pentru realegere fiind sprijinit de Alianța Populară, care include Partidul Mișcarea Naționalistă (MHP) și alte două partide mai mici. Alianța Națională, care este compusă din șașe partide de opoziție inclusiv principalul partid de opoziție, Partidul Republican al Poporului (CHP), l-a susținut pe liderul CHP Kemal Kılıçdaroğlu pentru funcția de președinte al Turciei. Cum nu fac parte din alianță, partidul pro-kurd, Partidul Verzilor și Viitorului Stângii (YGSP), și Alianța Muncii și Libertății (din care face parte și YGSP) l-au susținut pe Kılıçdaroğlu. Alți doi candidați mai mici, liderul Partidului Patriei Muharrem İnce și ultranaționalistul Sinan Oğan susținut de Alianța Strămoșească, au intrat în cursa electorală reușind să strânge cele 100.000 de semnături necesare; în orice caz, cu trei zile înainte de alegeri, İnce s-a retras invocând campanii consistente de calomniere și defăimare împotriva sa de către candidații rivali, deși încă mai apărea pe buletine de vot.
Principalele teme ale campaniei s-au învărtit în jurul mortalului cutremur din 2023 din Turcia și Siria, care a lăsat în urmă 50.000 de morți și a amenințat cu amânarea datei alegerilor. Guvernul a fost criticat pentru răspunsul său încet la cutremur și amnistia terenurilor anterioare, despre care criticii susțineau că au lăsat clădirile mai vulnerabile. Economia a fost, de asemenea, proeminentă din cauza creșterii rapide a costului vieții. În majoritatea sondajelor, alegătorii au identificat economia drept principalul lor domeniu de îngrijorare.
În primul tur, Erdoğan și Oğan au depășit așteptările de a primi 49,5% și, respectiv, 5,2% din voturi. Între timp, Kılıçdaroğlu a câștigat 44,9%, în timp ce Muharrem İnce (care a rămas pe buletinul de vot în ciuda retragerii) a primit 0,4%. Întrucât cota de voturi a lui Erdoğan a fost cu 0,5% mai mică decât a câștiga definitiv, el și Kılıçdaroğlu au participat la un al doilea tur de scrutin pe 28 mai. Oğan l-a susținut pe Erdoğan, provocând o scindare cu Alianța Strămoșească, în timp ce liderul Partidului Victoriei Ümit Özdağ – liderul celui mai mare partid al alianței – l-a susținut pe Kılıçdaroğlu.

## Context

### Alegerile din 2018
Ultimele alegeri generale au avut loc pe 24 iunie 2018. Alegerile au marcat tranziția țării de la un sistem parlamentar la unul prezidențial, ca urmare a susținerii la limită de către votanți al controversatului referendum constituțional din 2017. Aceste alegeri au rezultat în victoria actualului președinte Recep Tayyip Erdoğan, care este în funcție din 2014. Între timp, partidul de guvernământ, Partidul Justiției și Dezvoltării (AKP), și-a pierdut majoritatea absolută în Marea Adunare Națională din Turcia pentru prima dată din iunie 2015, fortând formarea unei coaliții cu Partidul Mișcarea Naționalistă (MHP) a lui Devlet Bahçeli, pentru a forma o majoritate. 

## Dată
Data regulată programată pentru primul tur al alegerilor a fost stabilită pentru 18 iunie 2023. Cu toate acestea, sistemul electoral a permis avansarea datei.
În 2020, au existat speculații cu privire la alegerile anticipate înainte de cele obișnuite din 2023. La acea vreme, Devlet Bahçeli, liderul MHP, a exclus scenariul. Într-o declarație scrisă, el a spus că alegerile nu vor avea loc înainte de 2023. El a confirmat, de asemenea, că actuala coaliție dintre AKP și MHP va rămâne intactă, iar Recep Tayyip Erdoğan va fi candidatul lor comun pentru funcția de președinte.

### Discuția privind alegerile anticipate
La începutul lunii ianuarie 2023, AKP a menționat că eventualele alegeri anticipate vor avea loc fie pe 16 sau 30 aprilie, fie pe 14 mai. Dar așa-numita „Tabelă a celor șase” compusă din șase partide de opoziție a anunțat că nu vor fi de acord să organizeze alegeri anticipate după 6 aprilie. Pe 18 ianuarie 2023, Erdoğan, președintele Turciei, a semnalat că alegerile vor avea loc mai devreme decât data programată, în special pe 14 mai 2023, într-o referire simbolică la victoria electorală a fostului prim-ministru Adnan Menderes din 14 mai în Alegerile generale din Turcia din 1950, învingându-l pe candidatul partidului (la guvernare de atunci) CHP. Pe 22 ianuarie 2023, Erdoğan a declarat că alegerile vor avea loc pe 14 mai. Având în vedere această dată, tabela celor șase a anunțat că Erdogan nu poate candida la președinție fără acordul parlamentului.

### Discuția privind amânarea datei alegerilor
După ce un cutremur a lovit țara în februarie 2023, Erdogan a anunțat starea de urgență pentru 10 provincii afectate, care se va încheia cu o săptămână înainte de data alegerilor din 14 mai. Opoziția a votat împotriva impunerii în parlament. Apoi, pe 13 februarie 2023, Bülent Arınç, un fost membru al AKP în parlament, a susținut că alegerile nu ar putea avea loc în situația actuală nici în mai, nici în iunie, iar alegerile ar trebui amânate. Purtătorul de cuvânt al AKP, Ömer Çelik, a răspuns că declarația lui Arınç este opinia sa personală și nu leagă partidul. Kemal Kılıçdaroğlu de la partidul de opoziție, Partidul Republican al Poporului (CHP), a răspuns declarației lui Arınç că constituția nu va oferi posibilitatea de a amâna alegerile decât în caz de război. În plus, Mustafa Tolga Öztürk de la Partidul Bun a argumentat că doar parlamentul are autoritatea de a amâna alegerile, iar Selahattin Demirtaș de la Partidul Democrat Popular (HDP) a bănuit că o astfel de măsură ar duce la o lovitură de stat politică.

### Calendar electoral
Consiliul Electoral Suprem a anunțat următorul calendar electoral pentru alegerile prezidențiale și alegerile parlamentare din 2023..
- 18 martie: Consiliul Electoral Suprem anunță începerea oficială a ciclului electoral.
- 19 martie: Depunerea cererilor de candidatură la Consiliul Electoral Suprem.
- 20 martie: candidații independenți la președinție pot aplica până la ora 17.00. Cererile candidaților independenți sunt examinate de Consiliul Electoral Suprem, iar candidații vor fi anunțați dacă din cererea lor lipsesc documente sau alte neajunsuri începând cu ora 23:00.
- 21 martie: Candidații independenți la președinție a căror cerere a fost respinsă de Consiliul Electoral Suprem, pot face contestație și pot solicita o reexaminare până la ora 17:00. 
  - Termenul limită pâmă la care partidele politice pot desemna un candidat la președinție.
- 28 martie: Anunțarea listei temporare a candidaților la președinție și începerea cererilor de recurs.
- 31 martie: Anunțarea listei finale a candidaților la președinție.
- 1 aprilie: Prezentarea buletinului de vot cu candidații la președinție.
- 12 aprilie: Finalizarea listelor de alegători interne și internaționale.
- 27 aprilie: Începerea procedurilor de vot la porțile vamale și în străinătate.
- 9 mai: termenul limită pentru votul din străinătate.
- 13 mai: sfârșitul campaniei electorale și începerea tăcerii electorale la ora 18:00.
- 14 mai: Ziua votului. Anunțul rezultatelor temporare ale alegerilor prezidențiale la ora 23:59.
- 19 mai: Anunțarea rezultatelor finale ale alegerilor de către Consiliul Electoral Suprem.

În cazul în care alegerile prezidențiale intră într-un al doilea tur:
- 15 mai: începerea campaniei electorale pentru al doilea tur al alegerilor prezidențiale.
- 20 mai: Începerea procedurilor de vot la porțile vamale și în străinătate.
- 24 mai: termenul limită pentru votul din străinătate.
- 27 mai: sfârșitul campaniei electorale și începerea tăcerii electorale la ora 18:00.
- 28 mai: Ziua votului. Al doilea tur al alegerilor prezidențiale.
- 29 mai: Anunțarea rezultatelor temporare ale alegerilor prezidențiale.
- 1 iunie: Anunțarea rezultatelor finale ale alegerilor prezidențiale.

## Sistem electoral
Președintele Turciei este ales prin vot direct printr-un sistem cu două tururi, sub care un candidat trebuie să obțină o majoritate simplă (mai mult de 50%) din voturile cetățenilor pentru a fi ales. Dacă niciun candidat nu reușește să obțină o majoritate, atunci o nouă rundă va avea loc între primii doi candidați cei mai votați în primul tur de scrutin, al cărui câștigător este apoi declarat ales. Primele alegeri directe pentru președinția Turciei au avut loc în 2014, după ce un referendum din 2007 a desființat sistemul anterior în baza căruia șeful statului era ales de către legislativ, Marea Adunare Națională a Turciei. Președintele Turciei este supus unor limite de mandat și poate servi cel mult două mandate de câte cinci ani. Dacă alegerile anticipate ar avea loc înainte de sfârșitul celui de-al doilea mandat, ar fi permis un al treilea mandat. Alegerile anticipate pot fi organizate fie cu acordul a 60% dintre parlamentarii din Marea Adunare Națională a Turciei, fie ordonate prin decret prezidențial. Doar alegerile anticipate prin acordul Marii Adunări Naționale în timpul celui de-al doilea mandat al unui președinte pot permite președintelui un al treilea mandat.
Candidații potențiali la președinție trebuie să aibă cel puțin 40 de ani și să fi absolvit studii superioare. Orice partid politic care a obținut 5% din voturi la alegerile parlamentare anterioare poate prezenta un candidat, deși partidele care nu au atins acest prag pot forma alianțe și pot prezenta candidați comuni, atâta timp cât cota lor totală de vot depășește 5%. Independenții pot candida dacă strâng 100.000 de semnături de la electorat.

## Candidați

### Listă
- Recep Tayyip Erdoğan, actualul președinte al Turciei (2014-prezent),[25] liderul Partidului Justiției și Dezvoltării (AKP)
  - Sprijinit de: Alianța Populară
- Kemal Kılıçdaroğlu, liderul Partidului Republican al Poporului, liderul opoziției.[26][27] Ekrem İmamoğlu, Mansur Yavaș și liderii a cinci partide din Alianța Națională sunt numiți candidați la vicepreședinție.[28]
  - Sprijinit de: Alianța Națională
- Muharrem İnce, liderul Partidului Patriei, candidat la președinție în 2018[29][30]
- Sinan Oğan, fost membru al parlamentului din partea MHP (2011–2015) (candidează ca independent)
  - Sprijinit de: Alianța Strămoșească[31]

Pe 1 aprilie, în urma tragerii la sorți a Consiliului Electoral Suprem, locurile a patru candidați la președinție pe buletinul de vot au fost stabilite după cum urmează:
| Lista oficială a candidaților la președinție în ordinea apariției acestora pe buletinul de vot | Lista oficială a candidaților la președinție în ordinea apariției acestora pe buletinul de vot | Lista oficială a candidaților la președinție în ordinea apariției acestora pe buletinul de vot | Lista oficială a candidaților la președinție în ordinea apariției acestora pe buletinul de vot | Lista oficială a candidaților la președinție în ordinea apariției acestora pe buletinul de vot | Lista oficială a candidaților la președinție în ordinea apariției acestora pe buletinul de vot | Lista oficială a candidaților la președinție în ordinea apariției acestora pe buletinul de vot | Lista oficială a candidaților la președinție în ordinea apariției acestora pe buletinul de vot | Lista oficială a candidaților la președinție în ordinea apariției acestora pe buletinul de vot | Lista oficială a candidaților la președinție în ordinea apariției acestora pe buletinul de vot | Lista oficială a candidaților la președinție în ordinea apariției acestora pe buletinul de vot | Lista oficială a candidaților la președinție în ordinea apariției acestora pe buletinul de vot | Lista oficială a candidaților la președinție în ordinea apariției acestora pe buletinul de vot | Lista oficială a candidaților la președinție în ordinea apariției acestora pe buletinul de vot | Lista oficială a candidaților la președinție în ordinea apariției acestora pe buletinul de vot |
| ---------------------------------------------------------------------------------------------- | ---------------------------------------------------------------------------------------------- | ---------------------------------------------------------------------------------------------- | ---------------------------------------------------------------------------------------------- | ---------------------------------------------------------------------------------------------- | ---------------------------------------------------------------------------------------------- | ---------------------------------------------------------------------------------------------- | ---------------------------------------------------------------------------------------------- | ---------------------------------------------------------------------------------------------- | ---------------------------------------------------------------------------------------------- | ---------------------------------------------------------------------------------------------- | ---------------------------------------------------------------------------------------------- | ---------------------------------------------------------------------------------------------- | ---------------------------------------------------------------------------------------------- | ---------------------------------------------------------------------------------------------- |
| 1                                                                                              | 1                                                                                              | 1                                                                                              | 1                                                                                              | 2                                                                                              | 3                                                                                              | 3                                                                                              | 3                                                                                              | 3                                                                                              | 3                                                                                              | 3                                                                                              | 4                                                                                              | 4                                                                                              | 4                                                                                              | 4                                                                                              |
|                                                                                                |                                                                                                |                                                                                                |                                                                                                |                                                                                                |                                                                                                |                                                                                                |                                                                                                |                                                                                                |                                                                                                |                                                                                                |                                                                                                |                                                                                                |                                                                                                |                                                                                                |
| Recep Tayyip Erdoğan                                                                           | Recep Tayyip Erdoğan                                                                           | Recep Tayyip Erdoğan                                                                           | Recep Tayyip Erdoğan                                                                           | Muharrem İnce                                                                                  | Kemal Kılıçdaroğlu                                                                             | Kemal Kılıçdaroğlu                                                                             | Kemal Kılıçdaroğlu                                                                             | Kemal Kılıçdaroğlu                                                                             | Kemal Kılıçdaroğlu                                                                             | Kemal Kılıçdaroğlu                                                                             | Sinan Oğan                                                                                     | Sinan Oğan                                                                                     | Sinan Oğan                                                                                     | Sinan Oğan                                                                                     |
| Alianța Populară                                                                               | Alianța Populară                                                                               | Alianța Populară                                                                               | Alianța Populară                                                                               | N/A                                                                                            | Alianța Națională                                                                              | Alianța Națională                                                                              | Alianța Națională                                                                              | Alianța Națională                                                                              | Alianța Națională                                                                              | Alianța Națională                                                                              | Alianța Strămoșească                                                                           | Alianța Strămoșească                                                                           | Alianța Strămoșească                                                                           | Alianța Strămoșească                                                                           |
|                                                                                                |                                                                                                |                                                                                                |                                                                                                |                                                                                                |                                                                                                |                                                                                                |                                                                                                |                                                                                                |                                                                                                |                                                                                                |                                                                                                |                                                                                                |                                                                                                |                                                                                                |
| AKP                                                                                            | MHP                                                                                            | BBP                                                                                            | YRP                                                                                            | MP                                                                                             | CHP                                                                                            | İYİ                                                                                            | DEVA                                                                                           | GP                                                                                             | SP                                                                                             | DP                                                                                             | ZP                                                                                             | Partidul Justiției (2015)                                                                      | ÜP                                                                                             | TÜİP                                                                                           |

### Nominalizări
Constituția Turciei, modificată în urma referendumului constituțional din 2017, permite oricărui partid cu un grup parlamentar (de cel puțin 20 de deputați) să desemneze un candidat la președinție. Candidații rămași au fost obligați să adune cel puțin 100.000 de semnături.
Alegătorii au putut să dea semnături candidatului lor preferat la președinție între 23 și 27 martie la filiala consiliului electoral local.
Pe 24 martie, Noul Partid al Muncii a decis să se alăture Alianței Populare. După această decizie, Fatih Erbakan a anunțat că a încheiat procesul de candidatură în favoarea lui Erdoğan.
| Partid | Partid | Candidat          | Semnăturile zilnice | Semnăturile zilnice | Semnăturile zilnice | Semnăturile zilnice | Semnăturile zilnice | Semnăturile zilnice | Rezultat              |
| Partid | Partid | Candidat          | 22 martie           | 23 martie           | 24 martie           | 25 martie           | 26 martie           | 27 martie           | Rezultat              |
| ------ | ------ | ----------------- | ------------------- | ------------------- | ------------------- | ------------------- | ------------------- | ------------------- | --------------------- |
|        | MP     | Muharrem İnce     | 28,235              | 51,367              | 76,901              | 104,357             | 109,745             | 114,657             | Nominalizat           |
|        | YRP    | Fatih Erbakan     | 27,910              | 46,725              | 69,079              | 69,159              | 69,200              | 69,255              | Nu a fost nominalizat |
|        | N/A    | Sinan Oğan        | 15,573              | 25,924              | 39,317              | 63,027              | 102,667             | 111,502             | Nominalizat           |
|        | VP     | Doğu Perinçek     | 6,679               | 11,792              | 16,192              | 20,400              | 23,776              | 27,055              | Nu a fost nominalizat |
|        | N/A    | Yakup Türkal      | 993                 | 1,645               | 2,031               | 2,462               | 2,780               | 3,137               | Nu a fost nominalizat |
|        | N/A    | Erkan Trükten     | 397                 | 755                 | 1,116               | 1,604               | 1,940               | 2,588               | Nu a fost nominalizat |
|        | N/A    | Ahmet Özal        | 237                 | 567                 | 807                 | 1,025               | 1,311               | 1,544               | Not nominated         |
|        | N/A    | İrfan Uzun        | 176                 | 319                 | 447                 | 698                 | 1,001               | 1,263               | Nu a fost nominalizat |
|        | N/A    | Halil Murat Ünver | 119                 | 211                 | 285                 | 369                 | 444                 | 538                 | Nu a fost nominalizat |
|        | N/A    | Hilmi Özden       | 60                  | 151                 | 225                 | 333                 | 405                 | 478                 | Nu a fost nominalizat |
|        | N/A    | Davut Turan       | 34                  | 68                  | 92                  | 106                 | 111                 | 122                 | Nu a fost nominalizat |
| Totals | Totals | Totals            | 80,413              | 139,524             | 206,494             | 263,540             | 313,380             | 332,139             |                       |

### Candidați la vicepreședinție

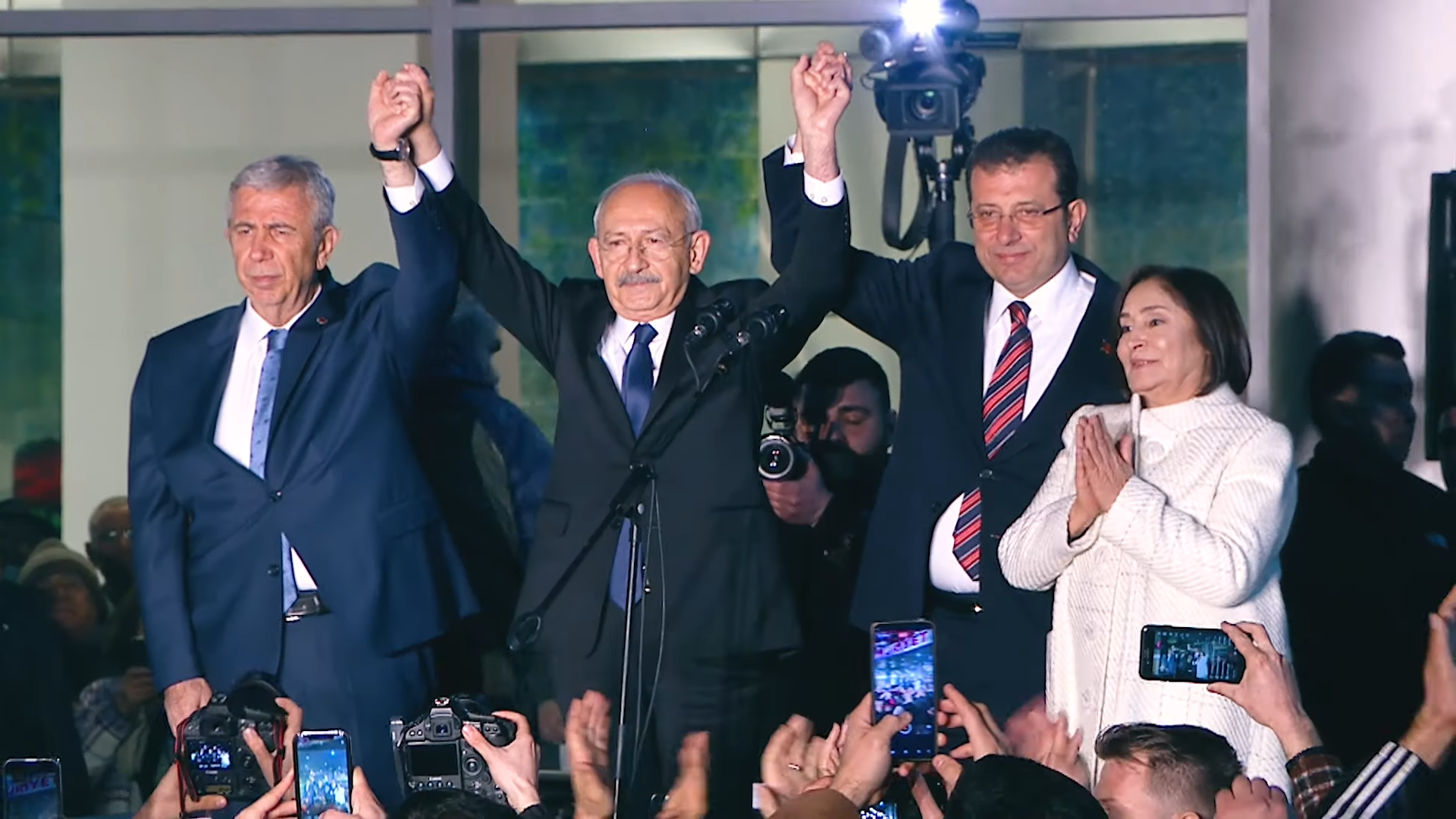
Anunțul lui Ekrem İmamoğlu și Mansur Yavaș ca candidați la vicepreședinție de către Kemal Kılıçdaroğlu

Președintele Turciei poate numi unul sau mai mulți vicepreședinți după ce a fost ales. Deși vicepreședinții nu sunt aleși, unii candidați și-au anunțat candidatul(i) la vicepreședinție.
Kemal KılıçdaroğluConform acordului, cinci lideri ai Alianței Naționale
- Ali Babacan, liderul Partidului Democrației și Progresului
- Ahmet Davutoğlu, liderul Partidului Viitorului
- Gültekin Uysal, liderul Partidului Democrat
- Meral Akșener, liderul Partidului Bun
- Temel Karamollaoğlu, liderul Partidului Fericirii

Doi primari de municipii metropolitane:
- Ekrem İmamoğlu, primarul Istanbulului; VP responsabil cu sarcinile de pregătire pentru dezastre și planificare urbană[43]
- Mansur Yavaș, primarul Ankarei; VP responsabil cu politicile sociale, cum ar fi reducerea sărăciei și dezvoltare[43]

Sinan Oğan
- Sevda Özbek, vicepreședinte al Partidului Victoriei

## Susținere

### Partide
| Candidate | Candidate                             | Endorsement                                   | Endorsement                                   | Endorsement                                   | Endorsement                        | Ideology              |
| --------- | ------------------------------------- | --------------------------------------------- | --------------------------------------------- | --------------------------------------------- | ---------------------------------- | --------------------- |
|           | Erdoğan Alianța Populară AKP          |                                               | Alianța Populară                              |                                               | MHP Partidul Mișcarea Naționalistă | Ultranaționalism turc |
|           | Erdoğan Alianța Populară AKP          | BBP Partidul Marii Unități                    | Alianța Populară                              | Islamonaționalism turc                        |                                    |                       |
|           | Erdoğan Alianța Populară AKP          | YRP Noul Partid al Muncii                     | Alianța Populară                              | Millî Görüș                                   |                                    |                       |
|           | Erdoğan Alianța Populară AKP          | HÜDAPAR Partidul Cauzei Libere                | HÜDAPAR Partidul Cauzei Libere                | HÜDAPAR Partidul Cauzei Libere                | Islamism kurd                      |                       |
|           | Erdoğan Alianța Populară AKP          | DSP Partidul Democrat al Stângii              | DSP Partidul Democrat al Stângii              | DSP Partidul Democrat al Stângii              | Ecevitism                          |                       |
|           | Erdoğan Alianța Populară AKP          | BÜYÜK TÜRKİYE Partidul Turcia Mare            | BÜYÜK TÜRKİYE Partidul Turcia Mare            | BÜYÜK TÜRKİYE Partidul Turcia Mare            | Panturcism                         |                       |
|           | Erdoğan Alianța Populară AKP          | DYP Partidul Căii Adevărate                   | DYP Partidul Căii Adevărate                   | DYP Partidul Căii Adevărate                   | Conservatorism liberal             |                       |
|           |                                       |                                               |                                               |                                               |                                    |                       |
|           | Kılıçdaroğlu Alianța Națională CHP    |                                               | Alianța Națională                             |                                               | İYİ Partidul Bun                   | Naționalism turc      |
|           | Kılıçdaroğlu Alianța Națională CHP    | DEVA Partidul Democrației și Progresului      | Alianța Națională                             | Conservatorism liberal                        |                                    |                       |
|           | Kılıçdaroğlu Alianța Națională CHP    | GP Partidul Viitorului                        | Alianța Națională                             | Conservatorism                                |                                    |                       |
|           | Kılıçdaroğlu Alianța Națională CHP    | SP Partidul Fericirii                         | Alianța Națională                             | Millî Görüș                                   |                                    |                       |
|           | Kılıçdaroğlu Alianța Națională CHP    | DP Partidul Democrat                          | Alianța Națională                             | Conservatorism Liberal                        |                                    |                       |
|           | Kılıçdaroğlu Alianța Națională CHP    | Alianța Libertății și Muncii                  |                                               | TİP Partidul Muncitoresc din Turcia           | Socialism                          |                       |
|           | Kılıçdaroğlu Alianța Națională CHP    | Alianța Libertății și Muncii                  | HDP Partidul Democrat al Poporului            | Regionalism                                   |                                    |                       |
|           | Kılıçdaroğlu Alianța Națională CHP    | Alianța Libertății și Muncii                  | YSGP Partidul Verzilor și Viitorului Stângii  | Politică verde                                |                                    |                       |
|           | Kılıçdaroğlu Alianța Națională CHP    | Alianța Libertății și Muncii                  | EMEP Partidul Muncii                          | Comunism                                      |                                    |                       |
|           | Kılıçdaroğlu Alianța Națională CHP    | Alianța Libertății și Muncii                  | EHP Partidul Mișcarea Muncitorească           | Comunism                                      |                                    |                       |
|           | Kılıçdaroğlu Alianța Națională CHP    | Alianța Libertății și Muncii                  | TÖP Partidul Libertății Sociale               | Comunism                                      |                                    |                       |
|           | Kılıçdaroğlu Alianța Națională CHP    | Uniunea Forțelor Socialiste                   |                                               | SOL Parti Partidul Stângii                    | Socialism                          |                       |
|           | Kılıçdaroğlu Alianța Națională CHP    | Uniunea Forțelor Socialiste                   | TKP Partidul Comunist din Turcia              | Comunism                                      |                                    |                       |
|           | Kılıçdaroğlu Alianța Națională CHP    | TDP Partidul pentru Schimbarea Turciei        | TDP Partidul pentru Schimbarea Turciei        | TDP Partidul pentru Schimbarea Turciei        | Social democrație                  |                       |
|           | Kılıçdaroğlu Alianța Națională CHP    | MP (pentru turul al doilea) Partidul Patriei  | MP (pentru turul al doilea) Partidul Patriei  | MP (pentru turul al doilea) Partidul Patriei  | Populism                           |                       |
|           | Kılıçdaroğlu Alianța Națională CHP    | LDP Partidul Liberal Democrat                 | LDP Partidul Liberal Democrat                 | LDP Partidul Liberal Democrat                 | Liberalism clasic                  |                       |
|           | Kılıçdaroğlu Alianța Națională CHP    | BTP Partidul Independent Turc                 | BTP Partidul Independent Turc                 | BTP Partidul Independent Turc                 | Kemalism                           |                       |
|           | Kılıçdaroğlu Alianța Națională CHP    | HKP Partidul Eliberării Populare              | HKP Partidul Eliberării Populare              | HKP Partidul Eliberării Populare              | Comunism                           |                       |
|           | Kılıçdaroğlu Alianța Națională CHP    | MTP Partidul Naționalist Turc                 | MTP Partidul Naționalist Turc                 | MTP Partidul Naționalist Turc                 | Naționalism turc                   |                       |
|           | Kılıçdaroğlu Alianța Națională CHP    | KP Partidul Femeilor                          | KP Partidul Femeilor                          | KP Partidul Femeilor                          | Feminism                           |                       |
|           | Kılıçdaroğlu Alianța Națională CHP    | Yeșiller Partidul Verde                       | Yeșiller Partidul Verde                       | Yeșiller Partidul Verde                       | Politică verde                     |                       |
|           | Kılıçdaroğlu Alianța Națională CHP    | TEK Parti Partidul Tehnologiei și Dezvoltării | TEK Parti Partidul Tehnologiei și Dezvoltării | TEK Parti Partidul Tehnologiei și Dezvoltării | Liberalism                         |                       |
|           |                                       |                                               |                                               |                                               |                                    |                       |
|           | Oğan Alianța Strămoșească Independent |                                               | Alianța Strămoșească                          |                                               | ZP Partidul Victoriei              | Antiimigrație         |
|           | Oğan Alianța Strămoșească Independent | AP Partidul Justiției (2015)                  | Alianța Strămoșească                          | Conservatorism liberal                        |                                    |                       |
|           | Oğan Alianța Strămoșească Independent | Partidul Țara Mea                             | Alianța Strămoșească                          | Naționalism turc                              |                                    |                       |
|           | Oğan Alianța Strămoșească Independent | TÜİP Partidul Alianța Turcă                   | Alianța Strămoșească                          | Kemalism                                      |                                    |                       |

### Organizații internaționale
| Candidat | Candidat         | Susținere                       | Ideologie         |
| -------- | ---------------- | ------------------------------- | ----------------- |
|          | Kılıçdaroğlu CHP | Partidul Socialiștilor Europeni | Social democrație |

### Persoane fizice
| Candidat | Candidat         | Susținere          | Susținere                              |
| -------- | ---------------- | ------------------ | -------------------------------------- |
|          | Erdoğan AKP      | Shavkat Mirziyoyev | al doilea președinte al Uzbekistanului |
|          | Kılıçdaroğlu CHP | Ahmet Necdet Sezer | al 10-lea președinte al Turciei        |

## Al doilea tur
Primul tur al alegerilor a arătat o schimbare în continuare a sentimentului naționalist.

### Negocierile dintre Oğan și Özdağ
Oğan a spus că „naționaliștii turci și susținătorii lui Atatürk vor fi factorii de decizie în turul doi”. Oğan a cerut ca niciun partid, pe care îl consideră că are legături cu terorismul, să aibă vreun rol în guvern. El este împotriva prezenței unui partid kurd în „ecuația politică”. El a menționat în mod special două partide: HÜDA PAR, un partid islamist kurd aliat cu Erdoğan și HDP pro-kurd, care l-a susținut pe Kılıçdaroğlu. Dacă Kılıçdaroğlu ar semna un protocol, și nu ar face concesii cu HDP, ar putea primi sprijinul lui Oğan. Pe 19 mai, Kılıçdaroğlu a vizitat sediul Partidului Victoriei și s-a întâlnit cu liderul său Özdağ. În aceeași zi, Oğan s-a întâlnit cu Erdoğan pentru negocieri, în timp ce Erdoğan a declarat pentru CNN International că „nu s-ar pleca în fața dorințelor lui Oğan”, adăugând că „nu este genul de persoană căruia îi place să negocieze astfel”. Bahçeli a publicat un mesaj cu ocazia Comemorării lui Atatürk, Zilei Tineretului și Sportului, făcând aluzie la Oğan, el a spus că „cei care pretind că au o putere politică inexistentă și transformă politica într-o piață de cai sunt niște slabi oportuniști”. Pe 22 mai, vicepreședintele AKP, Numan Kurtulmuș, l-a vizitat pe Özdağ la sediul Partidului Victoriei, unde a declarat că au împărtășit idei similare cu Partidul Victoriei pe diverse probleme, cum ar fi securitatea națională, și a menționat că speră că partidul îl va sprijini pe Erdoğan în al doilea tur. În aceeași zi, Özdağ și Kılıçdaroğlu au venit împreună pentru a doua oară. În timpul întâlnirii, Özdağ i-a prezentat lui Kılıçdaroğlu un memorandum de înțelegere. Principalii termeni ai lui Özdağ au inclus „continuarea practicii de mandatar pentru lupta împotriva terorismului” și „repatrierea forțată a imigranților în termen de un an, dacă este necesar”. El a mai spus că „încă încearcă să închidă porțile iadului”, referindu-se la vechiul citat al lui Oğan.

#### Dizolvarea Alianței ATA
Pe 21 mai, a fost anunțat că Kılıçdaroğlu va vizita sediul Partidului Justiției pe 22 mai. În aceeași zi, liderul său, Vecdet Öz, și-a anunțat sprijinul lui Kılıçdaroğlu, spunând că „este esențial să scăpăm de actualul guvern” și adăugând că „a rămâne neutru înseamnă a oferi sprijin indirect guvernului actual”. Mai târziu, Öz a anunțat că alianța s-a încheiat oficial.

#### Susținerea lui Erdoğan de către Oğan
Pe 22 mai, Oğan și-a anunțat susținerea pentru Erdoğan pentru turul al doilea, în timp ce Özdağ a declarat că declarația lui Oğan nu are legătură cu Partidul Victoriei. Mai târziu Erdoğan i-a mulțumit lui Oğan, și a adăugat că „Nu a fost absolut nicio înțellgere” între ei.

#### Susținerea lui Özdağ pentru Kılıçdaroğlu
Pe 24 mai, Özdağ și-a anunțat sprijinul pentru Kılıçdaroğlu. Au semnat un protocol în șapte puncte, care conține următoarele:
- Primele patru articole ale Constituției noastre și definiția și conținutul cetățeniei turce din articolul 66 vor fi păstrate.
- Statul național-unitar-secular înființat în 1924 nu va fi niciodată compromis.
- Toți solicitanții de azil și fugarii, în special sirienii, vor fi trimiși înapoi în țările lor în cel mult un an.
- Toate organizațiile teroriste care vizează existența și integritatea statului, în special FETÖ, PKK și ISIS, vor fi stârpite eficient și decisiv. În cadrul luptei împotriva terorismului, practica de a numi funcționari de stat în locul administratorilor locali ale căror legături cu terorismul sunt dovedite prin probe legale va continua în cadrul hotărârii judecătorești.
- Terorismul va fi stârpit, nu negociat. Nu vor fi permise aranjamente politice și juridice care vizează structura națională și unitară de stat a Turciei.
- În atribuțiile care se vor face în toate unitățile statului, se va asigura că la bază stă meritul, nu loialitatea.
- Toată corupția va fi tratată foarte eficient în cadrul legii.
- Este pe deplin de acord că statul trebuie să fie transparent și deschis față de cetățenii săi.

Cel de-al patrulea articol din protocol a creat unele îngrijorări în special în rândul alegătorilor HDP și a ridicat întrebarea dacă vor boicota alegerile. Cu toate acestea, a doua zi, HDP și Partidul Stângii Verzi au anunțat că vor continua să-l susțină pe Kılıçdaroğlu în al doilea tur și au spus că „vor schimba regimul unic”.
Liderul Partidului Bun, Meral Akșener, a spus „nu există nimic în acel protocol care să ne deranjeze”.

### Strategia lui Erdoğan
El este programat să se întâlnească cu victimele recentelor cutremure pentru a-și arăta solidaritatea și angajamentul.

### Strategia lui Kılıçdaroğlu
Potrivit jurnalistului Saymaz, Kılıçdaroğlu va adopta un limbaj mai agresiv până pe 28 mai. Partidul AKP va fi „atacat” din cauza relației dintre HÜDA PAR și Hezbollah. Se va lua o poziție contrară în ceea ce privește terorismul și politicile de securitate. Va fi evidențiată problema sirienilor și a imigranților ilegali. Pe 18 mai, Kılıçdaroğlu a spus că afluxul de refugiați le amenință supraviețuirea și a promis că va repatria milioane de refugiați în țările lor de origine. Kılıçdaroğlu a susținut că Erdoğan „a permis în mod deliberat zece milioane de refugiați să intre în Turcia” și a pus „cetățenia turcă în vânzare pentru a obține voturi importate”.

## Controverse

### Dreptul lui Erdogan de a fi reales
Înainte de alegerile din 2018, președinții turci erau șefi de stat în cadrul unui sistem parlamentar. După referendumul constituțional din 2017, Turcia a adoptat un sistem prezidențial în care președintele a devenit șef al guvernului. Unii politicieni din opoziție afirmă că, deoarece Erdoğan a fost ales președinte de două ori în 2014 și 2018, el nu poate fi din nou candidat decât dacă parlamentul a convocat alegeri anticipate, așa cum se prevede în articolul 116 din constituție. Unii juriști susțin că, din moment ce sistemul prezidențial a fost introdus în 2018 și s-a format un nou birou în afară de asemănarea numelui, alegerile din 2018 au fost primul mandat al lui Erdoğan în noul sistem și că acesta are dreptul de a fi din nou candidat..

### Violența politică
Pe 10 martie, vicepreședintele grupului parlamentar CHP Özgür Özel a susținut că Kılıçdaroğlu a primit amenințări de asasinare din partea unor grupuri necunoscute și i s-a oferit de către guvern un vehicul blindat al ministrului, dar a respins propunerea și și-a păstrat mașina oficială.
Pe 7 mai, primarul Istanbulului Ekrem İmamoğlu a fost atacat în timpul unui miting din Erzurum. Mitingul său a fost întrerupt din cauza pietrelor aruncate din mulțime. După atac, susținătorii lui İmamoğlu s-au grăbit pe aeroportul Sabiha Gökçen din Istanbul pentru a-i saluta și a-i arăta sprijinul. Primarul Erzurum, Mehmet Sekmen, a spus că nu a fost făcută nicio cerere scrisă din partea președinției provinciale a Partidului Republican al Poporului pentru a organiza un miting la Erzurum și că İmamoğlu „a fost cel care a creat haosul prin miting în Erzurum”. Ministrul de Interne Süleyman Soylu a spus că incidentul a fost planificat de İmamoğlu pentru a înfuria mulțimile.
Pe 12 mai, au fost luate măsuri ample de securitate înainte și în timpul mitingului lui Kılıçdaroğlu de la Samsun, în urma zvonurilor despre tentative de asasinare a lui Kılıçdaroğlu. Cetățenii care au dorit să participe la mitingul desfășurat în Piața Republicii au fost percheziționați de două ori. Lunetiștii au fost așezați pe acoperișurile clădirilor situate în jurul pieței. İmamoğlu și Kılıçdaroğlu, care au urcat pe scenă pentru a-și ține discursurile, au fost văzuți purtând veste antiglonț. În timp ce Kılıçdaroğlu ținea discursul, un grup mare de gardieni l-a însoțit pe scenă înarmat.
În timp ce vizita înmormântările cetățenilor care și-au pierdut viața în timpul cutremurului din provincia Adıyaman, Kılıçdaroğlu a fost supus unui atac verbal în timp ce recita Al-Fatiha. În aceeași zi, o altă persoană a încercat un atac fizic.
La două zile după atacul asupra lui İmamoğlu, vehiculul lui Kılıçdaroğlu a fost atacat cu pietre în Sakarya. Atacatorul în vârstă de 15 ani a fost eliberat după ce Kılıçdaroğlu a decis să nu depună acuzații și a cerut, de asemenea, anonimatul identității copilului.

### Fotografia lui Erdogan pe buletinul de vot
Erdogan a apărut pe buletinul de vot cu aceeași fotografie ca cea pe care a folosit-o pentru alegerile prezidențiale din 2014 și 2018.

### Videoclipuri false
Duminica dinaintea alegerilor, Erdoğan a arătat o versiune modificată a unei reclame electorale aparținând principalului său contestatar Kılıçdaroğlu. Această reclamă a fost editată cu filmări ale lui Murat Karayılan, unul dintre fondatorii PKK, în încercarea de a-l lega pe Kılıçdaroğlu de PKK. Într-un interviu de televiziune, Erdoğan a fost întrebat despre filmare. El a răspuns că nu contează dacă a fost manipulat sau nu și a insistat că afirmația făcută de videoclip este totuși adevărată. În mod similar, purtătorul de cuvânt al președintelui İbrahim Kalın a spus „Video editat de un grup de tineri plini de spirit. Elementele reunite în videoclip sunt reale”. Kılıçdaroğlu l-a numit pe Erdoğan „fabricator de videoclipuri frauduloase”.Kılıçdaroğlu a intentat, de asemenea, un proces pentru daune morale în valoare de 1 milion de lire turcești împotriva lui Erdoğan prin avocatul său Celal Çelik. Pe 25 mai, Curtea Penală a 6-a de Pace din Ankara a blocat accesul la un cont troll care distribuia imagini false folosite de Erdoğan în timpul procesului electoral, pe motiv că „atacă drepturile personale”.
Un videoclip sexual presupus fals care pretindea că îl înfățișează pe Muharrem İnce a fost difuzat înainte ca acesta să renunțe la cursa electorală. İnce a susținut că tehnologia deepfake a fost folosită pentru realizarea videoclipului și a declarat că a suferit o „asasinare a reputației” și a dat vina pe jurnaliștii și procurorii din țară pentru că nu l-au protejat de „furia calomniei”. Erdoğan l-a sunat pe İnce pentru a-și exprima sprijinul și a condamnat videoclipul, numind videoclipul „tactici güleniste”, așa cum s-a văzut în trecut.

### Blocarea lui Ekși Sözlük
Cu o zi înainte de alegeri, lui Ekși Sözlük i-a fost blocat accesul, motivul fiind „pentru protecția securității naționale și a ordinii publice”.

### Raportarea rezultatelor
CHP s-a plâns de rapoartele false ale lui Erdogan conduse de Agenția Anadolu și a produs propriile sondaje care îl arătau pe Kilicdaroglu drept câștigător al primului tur. După ce Ömer Çelik de la AKP a acuzat CHP că a încercat să pună mâna pe voința națiunii, Ekrem İmamoğlu de la CHP a justificat rapoartele opoziției așa cum au învățat din trecut. Se știe că Anadolu arată că AKP-ul de la guvernare este lider cu un mare avantaj în primele ore.
Au existat și critici îndreptate asupra ritmului lent al numărării buletinelor de vot exprimate în străinătate. La momentul în care au fost numărate 90% din buletinele de vot naționale, fuseseră numărate doar 30,8% din buletinele de vot din străinătate. Ahmet Yener de la Consiliul Electoral Suprem a spus că aceste întârzieri sunt „normale” și că creșterea numărului de buletine de vot și a partidelor care concurează a încetinit numărarea.

### Acuzațiile de interferențe în alegeri din partea Azerbaidjanului și Rusiei
Cu câteva zile înainte de primul tur, Kılıçdaroğlu și CHP au acuzat Rusia de interferență electorală străină, susținând că este sursa multor „comploturi, montaje și deepfake-uri”. Guvernul rus a respins afirmațiile.
După aprobarea lui Oğan pentru Erdoğan, jurnalistul Demirağ a susținut că președintele Azerbaidjanului Ilham Aliyev a aranjat întâlnirea dintre Erdoğan și Oğan. Membru al Adunării Municipalității Metropolitane din Istanbul, vicepreședintele grupului Partidul Bun, İbrahim Özkan, l-a criticat pe Oğan, spunând că „el [Oğan] va face orice va spune Aliyev”. Jurnalistul azer Afgan Mukhtarli a spus că „media pro-Aliyev și trolii” au făcut campanie împotriva lui Kılıçdaroğlu și a adăugat că „Oğan are relații strânse cu guvernul azer” și că „rolul lui Aliyev este sigur în decizia lui Oğan”. Un jurnalist l-a întrebat pe Oğan dacă s-a întâlnit cu Aliyev înainte de a lua această decizie. La întrebare, Oğan a spus că interlocutorii săi sunt Erdoğan și Kılıçdaroğlu. Pe 23 mai, Adil Aliyev, vicepreședintele Adunării Naționale a Azerbaidjanului, a ținut un discurs de propagandă în numele Alianței Populare în districtul Melekli din Iğdır, orașul natal al lui Oğan.

## Sondaje de opinie

### Primul tur de scrutin

Curba LOESS a sondajului pentru alegerile prezidențiale din Turcia din 2023 în perioada campaniei

Tabelul de mai jos conține sondajele efectuate după startul oficial al campaniei electorale pe 10 martie.
     Roșu deschis desemnează sondajele care au fost lansate după intrarea în vigoare a interdicției de sondare, încălcând astfel legea electorală turcă.
|                       |                                                          |                                                          |                                        | | | | | | |  |  |  |
| 14 mai                | Rezultatele primului tur                                 | Rezultatele primului tur                                 | 55,833,153                             | 49.52 | 44.88 | 5.17 | 0.43 | – | 4.64 |  |  |  |
|                       |                                                          |                                                          |                                        | | | | | | |  |  |  |
| 12 mai                | İEA                                                      | İEA                                                      | 1,500                                  | 45.6 | 50.5 | 3.9 | – | – | 4.9 |  |  |  |
| 11–12 mai             | AREDA Survey                                             | AREDA Survey                                             | 25,000                                 | 51.3 | 44.2 | 3.9 | 0.6 | – | 7.1 |  |  |  |
| 11–12 mai             | ASAL                                                     | ASAL                                                     | 2,017                                  | 50.6 | 46.3 | 3.1 | – | – | 4.3 |  |  |  |
| 10–11 mai             | ORC                                                      | ORC                                                      | 3,920                                  | 44.2 | 51.7 | 2.8 | 1.3 | – | 7.5 |  |  |  |
| 10–11 mai             | GENAR                                                    | GENAR                                                    | 2,000                                  | 51.4 | 44.3 | 3.7 | – | – | 7.1 |  |  |  |
| 9–11 mai              | Optimar                                                  | Optimar                                                  | 5,950                                  | 50.4 | 44.7 | 3.4 | 1.5 | – | 5.7 |  |  |  |
| 8–11 mai              | Avrasya                                                  | Avrasya                                                  | 2,460                                  | 44.2 | 51.3 | 3.1 | 1.4 | – | 7.1 |  |  |  |
| 11 mai 2023           | 11 mai 2023                                              | 11 mai 2023                                              | Muharrem İnce își retrage candidatura. | Muharrem İnce își retrage candidatura.                                                                     | Muharrem İnce își retrage candidatura.                                                                     | Muharrem İnce își retrage candidatura.                                                                     | Muharrem İnce își retrage candidatura.                                                                     | Muharrem İnce își retrage candidatura.                                                                     | |  |  |  |
| 9–10 mai              | Yöneylem                                                 | Yöneylem                                                 | 2,476                                  | 44.4 | 49.5 | 4.7 | 1.4 | – | 5.1 |  |  |  |
| 9–10 mai              | MetroPOLL[nefuncțională – arhivă]                        | MetroPOLL[nefuncțională – arhivă]                        | 2,038                                  | 46.9 | 49.1 | 2.7 | 1.3 | – | 2.2 |  |  |  |
| 7–10 mai              | SER-AR                                                   | SER-AR                                                   | 2,795                                  | 45.2 | 52.1 | 2.7 | – | – | 6.9 |  |  |  |
| 8–9 mai               | Area                                                     | Area                                                     | 3,000                                  | 46.1 | 49.1 | 3.5 | 1.3 | – | 2.0 |  |  |  |
| 6–9 mai               | İEA                                                      | İEA                                                      | 5,000                                  | 45.9 | 48.7 | 3.7 | 1.7 | – | 2.8 |  |  |  |
| 6–9 mai               | PİAR                                                     | PİAR                                                     | –                                      | 45.3 | 51.3 | 2.6 | 0.8 | – | 6.0 |  |  |  |
| 5–9 mai               | ALF                                                      | ALF                                                      | 6,000                                  | 44.7 | 51.2 | 2.5 | 1.6 | – | 6.5 |  |  |  |
| 2–9 mai               | Artıbir                                                  | Artıbir                                                  | 1,500                                  | 44.6 | 50.1 | 3.0 | 2.3 | – | 5.5 |  |  |  |
| 20 aprilie–9 mai      | ADA                                                      | ADA                                                      | 65,000                                 | 50.6 | 44.8 | 1.7 | 2.9 | – | 5.8 |  |  |  |
| 4–8 mai               | İVEM                                                     | İVEM                                                     | 4,020                                  | 48.6 | 46.9 | 2.4 | 2.1 | – | 1.7 |  |  |  |
| 2–8 mai               | BULGU                                                    | BULGU                                                    | 2,400                                  | 43.2 | 50.5 | 3.8 | 2.5 | – | 7.3 |  |  |  |
| 6–7 mai               | KONDA Arhivat în 12 mai 2023, la Wayback Machine.        | KONDA Arhivat în 12 mai 2023, la Wayback Machine.        | 3,480                                  | 43.7 | 49.3 | 4.8 | 2.2 | – | 5.6 |  |  |  |
| 3–7 mai               | SAROS                                                    | SAROS                                                    | 8,164                                  | 44.5 | 49.96 | 2.3 | 3.2 | – | 5.5 |  |  |  |
| 2–6 mai               | TAG                                                      | TAG                                                      | 3,150                                  | 44.7 | 50.2 | 2.3 | 2.8 | – | 5.5 |  |  |  |
| 27 aprilie–5 mai      | Avrasya                                                  | Avrasya                                                  | 5,600                                  | 43.6 | 50.9 | 3.0 | 2.5 | – | 7.3 |  |  |  |
| 26 aprilie–4 mai      | MAK                                                      | MAK                                                      | 5,750                                  | 45.4 | 50.9 | 2.0 | 1.7 | – | 5.5 |  |  |  |
| 4 mai 2023            | 4 mai 2023                                               | 4 mai 2023                                               | 4 mai 2023                             | O interdicție preelectorală a sondajelor de opinie intră în vigoare, cu zece zile înainte de ziua votării. | O interdicție preelectorală a sondajelor de opinie intră în vigoare, cu zece zile înainte de ziua votării. | O interdicție preelectorală a sondajelor de opinie intră în vigoare, cu zece zile înainte de ziua votării. | O interdicție preelectorală a sondajelor de opinie intră în vigoare, cu zece zile înainte de ziua votării. | O interdicție preelectorală a sondajelor de opinie intră în vigoare, cu zece zile înainte de ziua votării. | O interdicție preelectorală a sondajelor de opinie intră în vigoare, cu zece zile înainte de ziua votării. |  |  |  |
| 1–3 mai               | AtlasIntel                                               | AtlasIntel                                               | 2,006                                  | 44.8 | 44.1 | 5.8 | 5.3 | – | 0.7 |  |  |  |
| 1-3 mai               | AREDA                                                    | AREDA                                                    | 16,740                                 | 50.8 | 41.9 | 3.6 | 3.7 | – | 8.9 |  |  |  |
| 26 aprilie-3 mai      | Özdemir                                                  | Özdemir                                                  | 5,916                                  | 49.2 | 43.3 | 4.7 | 2.9 | – | 5.9 |  |  |  |
| 30 aprilie-2 mai      | SER-AR                                                   | SER-AR                                                   | 2,600                                  | 44.3 | 52.7 | 1.6 | 1.4 | – | 8.4 |  |  |  |
| 28 aprilie-2 mai      | İVEM                                                     | İVEM                                                     | 4,156                                  | 47.8 | 45.9 | 3.0 | 3.3 | – | 1.9 |  |  |  |
| 27 aprilie-2 mai      | SONAR                                                    | SONAR                                                    | 4,197                                  | 48.8 | 44.1 | 3.5 | 3.6 | – | 4.7 |  |  |  |
| 27 aprilie-2 mai      | ASAL                                                     | ASAL                                                     | 2,523                                  | 49.1 | 46.3 | 1.9 | 2.7 | – | 2.8 |  |  |  |
| 25 aprilie-2 mai      | HBS                                                      | HBS                                                      | 5,100                                  | 47.5 | 47.0 | 2.2 | 3.3 | – | 0.5 |  |  |  |
| 29 aprilie-1 mai      | ORC                                                      | ORC                                                      | 3,950                                  | 44.6 | 48.0 | 3.1 | 4.3 | – | 3.4 |  |  |  |
| 27-30 aprilie         | Yöneylem                                                 | Yöneylem                                                 | 2,594                                  | 42.5 | 48.6 | 5.2 | 3.7 | – | 6.1 |  |  |  |
| 25-30 aprilie         | TAG                                                      | TAG                                                      | 1,900                                  | 43.3 | 51.9 | 2.3 | 2.7 | – | 8.6 |  |  |  |
| 25-30 aprilie         | SAROS                                                    | SAROS                                                    | 7,284                                  | 47.2 | 49.1 | 1.3 | 2.3 | – | 1.9 |  |  |  |
| 26-29 aprilie         | ADA                                                      | ADA                                                      | 3,278                                  | 48.9 | 45.8 | 2.4 | 2.9 | – | 3.1 |  |  |  |
| 26-28 aprilie         | Aksoy                                                    | Aksoy                                                    | 1,537                                  | 41.9 | 47.3 | 5.0 | 5.8 | – | 5.4 |  |  |  |
| 24-28 aprilie         | Sosyo Politik                                            | Sosyo Politik                                            | 1,569                                  | 44.1 | 51.7 | 1.2 | 3.0 | – | 7.6 |  |  |  |
| 25-28 aprilie         | Optimartie                                               | Optimartie                                               | 3,005                                  | 48.6 | 44.1 | 3.0 | 4.3 | – | 4.5 |  |  |  |
| 25-27 aprilie         | AREDA                                                    | AREDA                                                    | 14,193                                 | 51.1 | 42.0 | 2.8 | 4.1 | – | 9.1 |  |  |  |
| 24-27 aprilie         | SER-AR                                                   | SER-AR                                                   | 5,000                                  | 44.8 | 53.1 | 0.5 | 1.6 | – | 8.3 |  |  |  |
| 24-26 aprilie         | Gezici                                                   | Gezici                                                   | 3,991                                  | 44.6 | 48.7 | 2.0 | 4.7 | – | 5.4 |  |  |  |
| 23-26 aprilie         | TEAM                                                     | TEAM                                                     | 3,054                                  | 44.4 | 47.4 | 2.1 | 6.1 | – | 3.0 |  |  |  |
| 17-25 aprilie         | TÜSİAR                                                   | TÜSİAR                                                   | 1,500                                  | 48.7 | 46.6 | 1.1 | 3.6 | – | 2.1 |  |  |  |
| 10-25 aprilie         | BULGU                                                    | Sözcü                                                    | 2,400                                  | 41.5 | 49.5 | 2.5 | 6.5 | – | 8.0 |  |  |  |
| 13-24 aprilie         | Artıbir                                                  | Artıbir                                                  | 1,500                                  | 43.7 | 49.4 | 2.4 | 4.5 | – | 5.7 |  |  |  |
| 19-22 aprilie         | ORC                                                      | ORC                                                      | 3,920                                  | 42.4 | 49.3 | 2.2 | 6.1 | – | 6.9 |  |  |  |
| 15-20 aprilie         | AREDA                                                    | AREDA                                                    | 17,400                                 | 51.4 | 41.8 | 2.2 | 4.6 | - | 9.6 |  |  |  |
| 12-20 aprilie         | Area                                                     | Area                                                     | 10,277                                 | 46.7 | 46.8 | 2.6 | 3.9 | – | 0.1 |  |  |  |
| 14-16 aprilie         | Yöneylem Arhivat în 25 aprilie 2023, la Wayback Machine. | Yöneylem Arhivat în 25 aprilie 2023, la Wayback Machine. | 2,422                                  | 43.0 | 48.6 | 2.8 | 5.8 | - | 5.6 |  |  |  |
| 10-16 aprilie         | SONAR                                                    | SONAR                                                    | 4,541                                  | 46.1 | 44.1 | 2.1 | 7.7 | - | 2.0 |  |  |  |
| 10-16 aprilie         | AKSOY                                                    | AKSOY                                                    | 1,067                                  | 38.4 | 47.9 | 4.8 | 9.0 | - | 9.5 |  |  |  |
| 10-16 aprilie         | MAK                                                      | MAK                                                      | 5,750                                  | 43.7 | 47.8 | 1.1 | 3.4 | – | 4.1 |  |  |  |
| 5-15 aprilie          | HBS                                                      | HBS                                                      | 5,100                                  | 46.4 | 45.7 | 1.7 | 6.2 | – | 0.7 |  |  |  |
| 12-14 aprilie         | AREDA                                                    | AREDA                                                    | 10,136                                 | 50.8 | 43.1 | 1.6 | 4.5 | – | 7.7 |  |  |  |
| 13 aprilie            | AR-G                                                     | AR-G                                                     | 1,984                                  | 45.6 | 49.2 | 1.3 | 3.9 | – | 3.6 |  |  |  |
| 8-12 aprilie          | ALF                                                      | ALF                                                      | 2,340                                  | 43.9 | 47.4 | 2.2 | 6.5 | – | 3.5 |  |  |  |
| 7-11 aprilie          | ORC                                                      | ORC                                                      | 5,400                                  | 41.5 | 48.9 | 2.4 | 7.2 | – | 7.4 |  |  |  |
| 6-10 aprilie          | Avrasya                                                  | Avrasya                                                  | 2,410                                  | 42.3 | 50.9 | 2.0 | 4.8 | – | 8.6 |  |  |  |
| 9 aprilie             | SAROS                                                    | SAROS                                                    | 10,729                                 | 46.8 | 45.7 | 1.6 | 6.0 | – | 1.1 |  |  |  |
| 3-8 aprilie           | TAG                                                      | TAG                                                      | 1,600                                  | 42.9 | 51.4 | 1.6 | 4.1 | – | 8.5 |  |  |  |
| 1-8 aprilie           | Optimartie                                               | Milliyet                                                 | 4,745                                  | 45.9 | 43.9 | 1.7 | 8.3 | – | 2.0 |  |  |  |
| 1-4 aprilie           | TekAr                                                    | TekAr                                                    | 3,600                                  | 45.8 | 46.2 | 2.4 | 5.6 | – | 0.4 |  |  |  |
| 1-3 aprilie           | MetroPoll                                                | MetroPoll                                                | 2,610                                  | 41.1 | 42.6 | 2.2 | 5.0 | 11.3 | 1.5 |  |  |  |
| 1-2 aprilie           | Gezici                                                   | Gezici                                                   | 2.864                                  | 43.2 | 53.4 | 1.3 | 2.1 | – | 10.2 |  |  |  |
| 25 martie-2 aprilie   | ASAL                                                     | ASAL                                                     | 2,147                                  | 46.8 | 42.2 | 2.6 | 8.4 | – | 4.6 |  |  |  |
| 28 martie - 1 aprilie | AREDA                                                    | Sabah                                                    | 18,487                                 | 50.6 | 41.8 | 2.1 | 5.5 | – | 8.8 |  |  |  |
| 31 martie             | MetroPoll                                                | BirGün                                                   | 2,046                                  | 42 | 44.6 | – | – | 13.4 | 2.6 |  |  |  |
| 25-30 martie          | TAG                                                      | TAG                                                      | 1,700                                  | 42.6 | 51.8 | 2.5 | 3.2 | – | 9.2 |  |  |  |
| 24 martie 2023        | 24 martie 2023                                           | 24 martie 2023                                           | 24 martie 2023                         | Erbakan își retrage candidatura în schimbul susținerii lui Erdoğan.                                        | Erbakan își retrage candidatura în schimbul susținerii lui Erdoğan.                                        | Erbakan își retrage candidatura în schimbul susținerii lui Erdoğan.                                        | Erbakan își retrage candidatura în schimbul susținerii lui Erdoğan.                                        | Erbakan își retrage candidatura în schimbul susținerii lui Erdoğan.                                        | Erbakan își retrage candidatura în schimbul susținerii lui Erdoğan.                                        |  |  |  |
| 22 martie 2023        | 22 martie 2023                                           | 22 martie 2023                                           | 22 martie 2023                         | Alianța Muncii și Libertății anunță că nu nominalizează un candidat.                                       | Alianța Muncii și Libertății anunță că nu nominalizează un candidat.                                       | Alianța Muncii și Libertății anunță că nu nominalizează un candidat.                                       | Alianța Muncii și Libertății anunță că nu nominalizează un candidat.                                       | Alianța Muncii și Libertății anunță că nu nominalizează un candidat.                                       | Alianța Muncii și Libertății anunță că nu nominalizează un candidat.                                       |  |  |  |
| 13-21 martie          | Artıbir                                                  | KRT TV Live                                              | 1,500                                  | 44.0 | 51.3 | 1.2 | 3.5 | – | 7.3 |  |  |  |
| 20 martie             | SAROS                                                    | SAROS                                                    | 10,826                                 | 44.3 | 45.5 | – | 3.1 | 2.3 | 1.2 |  |  |  |
| 13-18 martie          | Optimartie                                               | Optimartie                                               | 1,916                                  | 47.4 | 45.3 | 0.7 | 6.5 | – | 2.1 |  |  |  |
| 12-17 martie          | Avrasya                                                  | 23 DERECE                                                | 2,560                                  | 39.7 | 53.5 | 1.4 | 2.9 | 2.5 | 13.8 |  |  |  |
| 13-15 martie          | TAG                                                      | TAG                                                      | 2,100                                  | 43.2 | 45.4 | 3.6 | 5.5 | 2.3 | 2.2 |  |  |  |
| 11-15 martie          | ORC Arhivat în 25 martie 2023, la Wayback Machine.       | ORC Arhivat în 25 martie 2023, la Wayback Machine.       | 4,540                                  | 42.3 | 53.1 | 1.5 | 3.1 | – | 7.8 |  |  |  |
| 17 martie             | Themis                                                   | Haber3                                                   | 1,458                                  | 32.1 | 36.8 | 12.2 | 7.9 | 11.1 | 4.7 |  |  |  |
| 15 martie             | MAK                                                      | Habertürk TV                                             | 5,750                                  | 45.7 | 51.1 | – | – | 3.3 | 5.4 |  |  |  |
| 14 martie             | AR-G                                                     | AR-G                                                     | 1,472                                  | 43.1 | 46.2 | 3.1 | 7.6 | – | 3.1 |  |  |  |

### Al doilea tur de scrutin
Roșu deschis desemnează sondajele care au fost lansate după intrarea în vigoare a interdicției de sondare, încălcând astfel legea electorală turcă.
|                        |                                                                                     | | | | | | |                                                                                     |                                                                                     |                                                                                     |                                                                                     |                                                                                     |
| 28 mai                 | Rezultatele turului al doilea                                                       | 53,841,229 | 52.16 | 47.84 | – | 4.32 | |                                                                                     |                                                                                     |                                                                                     |                                                                                     |                                                                                     |
|                        |                                                                                     | | | | | | |                                                                                     |                                                                                     |                                                                                     |                                                                                     |                                                                                     |
| 28 mai                 | Exit-poll Anadolu                                                                   | – | 54.78 | 45.22 | – | 9.56 | |                                                                                     |                                                                                     |                                                                                     |                                                                                     |                                                                                     |
| 28 mai                 | Exit-poll Anka                                                                      | – | 49.04 | 50.96 | – | 1.92 | |                                                                                     |                                                                                     |                                                                                     |                                                                                     |                                                                                     |
| 24–25 mai              | Area                                                                                | 2,026 | 49.4 | 50.6 | – | 1.2 | |                                                                                     |                                                                                     |                                                                                     |                                                                                     |                                                                                     |
| 18–22 mai              | Özdemir                                                                             | 5,916 | 54.12 | 45.88 | – | 8.24 | |                                                                                     |                                                                                     |                                                                                     |                                                                                     |                                                                                     |
| 20–21 mai              | KONDA                                                                               | 3,607 | 52.7 | 47.3 | – | 5.4 | |                                                                                     |                                                                                     |                                                                                     |                                                                                     |                                                                                     |
| 20–21 mai              | Areda                                                                               | 10,491 | 52.4 | 47.6 | – | 4.8 | |                                                                                     |                                                                                     |                                                                                     |                                                                                     |                                                                                     |
| 13–15 mai              | TAG                                                                                 | 2,350 | 51.6 | 48.4 | – | 3.2 | |                                                                                     |                                                                                     |                                                                                     |                                                                                     |                                                                                     |
| 9-10 mai               | MetroPOLL[nefuncțională – arhivă]                                                   | 2,038 | 48.7 | 51.3 | – | 3.1 | |                                                                                     |                                                                                     |                                                                                     |                                                                                     |                                                                                     |
| 8-9 mai                | Area                                                                                | 3,000 | 48.0 | 52.0 | – | 4.0 | |                                                                                     |                                                                                     |                                                                                     |                                                                                     |                                                                                     |
| 4-8 mai                | İVEM                                                                                | 4.020 | 52.1 | 47.9 | – | 4.2 | |                                                                                     |                                                                                     |                                                                                     |                                                                                     |                                                                                     |
| 2-8 mai                | BULGU                                                                               | 2,400 | 45.7 | 54.3 | – | 8.6 | |                                                                                     |                                                                                     |                                                                                     |                                                                                     |                                                                                     |
| 3-7 mai                | SAROS                                                                               | 8,164 | 46.1 | 53.9 | – | 7.8 | |                                                                                     |                                                                                     |                                                                                     |                                                                                     |                                                                                     |
| 2-6 mai                | TAG                                                                                 | 3,150 | 45.2 | 54.8 | – | 9.6 | |                                                                                     |                                                                                     |                                                                                     |                                                                                     |                                                                                     |
| 4 mai 2023             | 4 mai 2023                                                                          | O interdicție preelectorală a sondajelor de opinie intră în vigoare, cu zece zile înainte de primul tur de scrutin. | O interdicție preelectorală a sondajelor de opinie intră în vigoare, cu zece zile înainte de primul tur de scrutin. | O interdicție preelectorală a sondajelor de opinie intră în vigoare, cu zece zile înainte de primul tur de scrutin. | O interdicție preelectorală a sondajelor de opinie intră în vigoare, cu zece zile înainte de primul tur de scrutin. | O interdicție preelectorală a sondajelor de opinie intră în vigoare, cu zece zile înainte de primul tur de scrutin. | O interdicție preelectorală a sondajelor de opinie intră în vigoare, cu zece zile înainte de primul tur de scrutin. |                                                                                     |                                                                                     |                                                                                     |                                                                                     |                                                                                     |
| 1–3 mai                | AtlasIntel                                                                          | 2,006 | 48.5 | 45.1 | 6.4 | 3.5 | |                                                                                     |                                                                                     |                                                                                     |                                                                                     |                                                                                     |
| 27 aprilie-3 mai       | AR-G                                                                                | 2,231 | 49.2 | 50.8 | – | 1.6 | |                                                                                     |                                                                                     |                                                                                     |                                                                                     |                                                                                     |
| 27 aprilie-2 mai       | SONAR                                                                               | 2,523 | 52.1 | 47.9 | – | 4.2 | |                                                                                     |                                                                                     |                                                                                     |                                                                                     |                                                                                     |
| 27 aprilie-2 mai       | ASAL                                                                                | 2,523 | 50.8 | 49.2 | – | 1.6 | |                                                                                     |                                                                                     |                                                                                     |                                                                                     |                                                                                     |
| 25-30 aprilie          | SAROS                                                                               | 7,284 | 48.8 | 51.2 | – | 2.4 | |                                                                                     |                                                                                     |                                                                                     |                                                                                     |                                                                                     |
| 26-29 aprilie          | ADA                                                                                 | 3,278 | 51.1 | 48.9 | – | 2.2 | |                                                                                     |                                                                                     |                                                                                     |                                                                                     |                                                                                     |
| 26-28 aprilie          | Aksoy                                                                               | 1,537 | 45.8 | 54.2 | – | 8.4 | |                                                                                     |                                                                                     |                                                                                     |                                                                                     |                                                                                     |
| 25-28 aprilie          | Optimartie                                                                          | 3,005 | 51.4 | 48.6 | – | 2.8 | |                                                                                     |                                                                                     |                                                                                     |                                                                                     |                                                                                     |
| 25-27 aprilie          | AREDA                                                                               | 14,193 | 53.3 | 46.7 | – | 6.6 | |                                                                                     |                                                                                     |                                                                                     |                                                                                     |                                                                                     |
| 24-26 aprilie          | Gezici                                                                              | 3,991 | 47.2 | 52.8 | – | 5.6 | |                                                                                     |                                                                                     |                                                                                     |                                                                                     |                                                                                     |
| 23-26 aprilie          | TEAM                                                                                | 3,054 | 47.5 | 52.5 | – | 5.0 | |                                                                                     |                                                                                     |                                                                                     |                                                                                     |                                                                                     |
| 17-25 aprilie          | TÜSİAR                                                                              | 972 | 51.1 | 48.9 | – | 2.2 | |                                                                                     |                                                                                     |                                                                                     |                                                                                     |                                                                                     |
| 18-24 aprilie          | Al-Monitor/Premise                                                                  | 972 | 45.2 | 44.9 | 9.9 | 0.3 | |                                                                                     |                                                                                     |                                                                                     |                                                                                     |                                                                                     |
| 10-25 aprilie          | BULGU                                                                               | 2,400 | 44.3 | 55.7 | – | 11.4 | |                                                                                     |                                                                                     |                                                                                     |                                                                                     |                                                                                     |
| 13-24 aprilie          | Artıbir                                                                             | 1,500 | 46.4 | 53.6 | – | 7.2 | |                                                                                     |                                                                                     |                                                                                     |                                                                                     |                                                                                     |
| 12-20 aprilie          | Area                                                                                | 10,277 | 49.3 | 50.7 | – | 1.4 | |                                                                                     |                                                                                     |                                                                                     |                                                                                     |                                                                                     |
| 15-21 aprilie          | TAG                                                                                 | 1,850 | 44.8 | 51.6 | 3.6 | 6.8 | |                                                                                     |                                                                                     |                                                                                     |                                                                                     |                                                                                     |
| 15-20 aprilie          | Areda                                                                               | 17,400 | 53.5 | 46.5 | – | 7.0 | |                                                                                     |                                                                                     |                                                                                     |                                                                                     |                                                                                     |
| aprilie                | Genar                                                                               | – | 51.7 | 48.3 | – | 3.4 | |                                                                                     |                                                                                     |                                                                                     |                                                                                     |                                                                                     |
| 10-16 aprilie          | SONAR                                                                               | 4,541 | 52.1 | 47.9 | – | 4.2 | |                                                                                     |                                                                                     |                                                                                     |                                                                                     |                                                                                     |
| 10-16 aprilie          | Aksoy                                                                               | 1,067 | 42.6 | 57.4 | – | 14.8 | |                                                                                     |                                                                                     |                                                                                     |                                                                                     |                                                                                     |
| 5-15 aprilie           | HBS                                                                                 | 5,100 | 49.3 | 50.7 | – | 1.4 | |                                                                                     |                                                                                     |                                                                                     |                                                                                     |                                                                                     |
| 1-7 aprilie            | Optimartie[nefuncțională]                                                           | 4,745 | 51.1 | 48.9 | – | 2.2 | |                                                                                     |                                                                                     |                                                                                     |                                                                                     |                                                                                     |
| Aprilie                | Saros                                                                               | 10,729 | 49.7 | 50.3 | – | 0.6 | |                                                                                     |                                                                                     |                                                                                     |                                                                                     |                                                                                     |
| 1-2 aprilie            | Gezici                                                                              | 2,864 | 44.8 | 55.2 | – | 10.4 | |                                                                                     |                                                                                     |                                                                                     |                                                                                     |                                                                                     |
| 25 martie-2 aprilie    | ASAL                                                                                | 2,147 | 51.4 | 48.6 | – | 2.8 | |                                                                                     |                                                                                     |                                                                                     |                                                                                     |                                                                                     |
| 28 martie-1 aprilie    | Areda Survey[nefuncțională]                                                         | 18,478 | 52.8 | 47.2 | – | 5.6 | |                                                                                     |                                                                                     |                                                                                     |                                                                                     |                                                                                     |
| 27-29 martie           | Yöneylem                                                                            | 2,655 | 44.9 | 55.1 | – | 10.2 | |                                                                                     |                                                                                     |                                                                                     |                                                                                     |                                                                                     |
| 22-27 martie           | Aksoy                                                                               | 1,537 | 43.2 | 56.8 | – | 13.6 | |                                                                                     |                                                                                     |                                                                                     |                                                                                     |                                                                                     |
| 12-17 martie           | Avrasya                                                                             | 2,560 | 43.0 | 57.0 | – | 14.0 | |                                                                                     |                                                                                     |                                                                                     |                                                                                     |                                                                                     |
| 11-15 martie           | Bulgu Araștırma                                                                     | 1,800 | 38.6 | 42.4 | 19.0 | 3.8 | |                                                                                     |                                                                                     |                                                                                     |                                                                                     |                                                                                     |
| 11-14 martie           | MetroPOLL                                                                           | 1,999 | 42.0 | 44.6 | 13.4 | 2.6 | |                                                                                     |                                                                                     |                                                                                     |                                                                                     |                                                                                     |
| 8-15 martie            | MAK                                                                                 | 5,750 | 42.4 | 46.5 | 11.1 | 4.1 | |                                                                                     |                                                                                     |                                                                                     |                                                                                     |                                                                                     |
| 7-10 martie            | ADA                                                                                 | 3,121 | 53.7 | 46.3 | – | 7.4 | |                                                                                     |                                                                                     |                                                                                     |                                                                                     |                                                                                     |
| 6-9 martie             | İEA[nefuncțională]                                                                  | 2,000 | 39.6 | 47.0 | 13.4 | 7.4 | |                                                                                     |                                                                                     |                                                                                     |                                                                                     |                                                                                     |
| 8 martie               | Aksoy                                                                               | 1,537 | 44.4 | 55.6 | – | 11.2 | |                                                                                     |                                                                                     |                                                                                     |                                                                                     |                                                                                     |
| 6-7 martie             | ALF                                                                                 | 1,770 | 44.9 | 55.1 | – | 10.2 | |                                                                                     |                                                                                     |                                                                                     |                                                                                     |                                                                                     |
| 6 martiech 2023        | Kılıçdaroğlu este declarat candidatul la președinție din partea Alianței Naționale. | Kılıçdaroğlu este declarat candidatul la președinție din partea Alianței Naționale.                                 | Kılıçdaroğlu este declarat candidatul la președinție din partea Alianței Naționale.                                 | Kılıçdaroğlu este declarat candidatul la președinție din partea Alianței Naționale.                                 | Kılıçdaroğlu este declarat candidatul la președinție din partea Alianței Naționale.                                 | Kılıçdaroğlu este declarat candidatul la președinție din partea Alianței Naționale.                                 | Kılıçdaroğlu este declarat candidatul la președinție din partea Alianței Naționale.                                 | Kılıçdaroğlu este declarat candidatul la președinție din partea Alianței Naționale. | Kılıçdaroğlu este declarat candidatul la președinție din partea Alianței Naționale. | Kılıçdaroğlu este declarat candidatul la președinție din partea Alianței Naționale. | Kılıçdaroğlu este declarat candidatul la președinție din partea Alianței Naționale. | Kılıçdaroğlu este declarat candidatul la președinție din partea Alianței Naționale. |
| 4-6 martie             | ORC                                                                                 | 1,850 | 43.2 | 56.8 | – | 13.6 | |                                                                                     |                                                                                     |                                                                                     |                                                                                     |                                                                                     |
| Martie                 | Aksoy                                                                               | 1,537 | 43.2 | 56.8 | – | 13.6 | |                                                                                     |                                                                                     |                                                                                     |                                                                                     |                                                                                     |
| Martie                 | SAROS                                                                               | 10,826 | 46.3 | 53.7 | – | 7.4 | |                                                                                     |                                                                                     |                                                                                     |                                                                                     |                                                                                     |
| Martie                 | GENAR                                                                               | 3,000 | 46.3 | 42.1 | 11.6 | 4.2 | |                                                                                     |                                                                                     |                                                                                     |                                                                                     |                                                                                     |
| Martie                 | Piar                                                                                | 1,460 | 42.9 | 57.1 | – | 14.2 | |                                                                                     |                                                                                     |                                                                                     |                                                                                     |                                                                                     |
| 27 ianuarie–2 febuarie | Avrasya                                                                             | 2,460 | 40.3 | 48.2 | 11.5 | 7.9 | |                                                                                     |                                                                                     |                                                                                     |                                                                                     |                                                                                     |
| Febuarie               | MetroPOLL                                                                           | 2,117 | 42.7 | 41.4 | 15.7 | 1.3 | |                                                                                     |                                                                                     |                                                                                     |                                                                                     |                                                                                     |
| 14-24 ianuarie         | ASAL                                                                                | 2,520 | 46.9 | 39.3 | 13.8 | 7.6 | |                                                                                     |                                                                                     |                                                                                     |                                                                                     |                                                                                     |
| 13-18 ianuarie         | MetroPOLL                                                                           | 2,022 | 45.9 | 43.0 | 11.1 | 2.9 | |                                                                                     |                                                                                     |                                                                                     |                                                                                     |                                                                                     |
| 3-8 ianuarie           | Avrasya                                                                             | 2,612 | 38.3 | 48.5 | 13.2 | 10.2 | |                                                                                     |                                                                                     |                                                                                     |                                                                                     |                                                                                     |
| 2-5 ianuarie           | ORC                                                                                 | 3,780 | 42.5 | 41.8 | 15.7 | 0.7 | |                                                                                     |                                                                                     |                                                                                     |                                                                                     |                                                                                     |
| 23 Dec–2 ianuarie      | Sosyo Politik                                                                       | 1,582 | 35.8 | 36.8 | 27.4 | 1.0 | |                                                                                     |                                                                                     |                                                                                     |                                                                                     |                                                                                     |
| Ianuarie               | Yöneylem                                                                            | 2,400 | 41.0 | 46.2 | 12.7 | 5.2 | |                                                                                     |                                                                                     |                                                                                     |                                                                                     |                                                                                     |

## Rezultate
| Candidat                                          | Candidat                     | Partid                             | Primul tur | Primul tur | Al doilea tur | Al doilea tur |
| Candidat                                          | Candidat                     | Partid                             | Voturi     | %          | Voturi        | %             |
| ------------------------------------------------- | ---------------------------- | ---------------------------------- | ---------- | ---------- | ------------- | ------------- |
|                                                   | Recep Tayyip Erdoğan         | Partidul Justiției și Dezvoltării  | 27,133,849 | 49.52      | 27,834,692    | 52.18         |
|                                                   | Kemal Kılıçdaroğlu           | Partidul Republican al Poporului   | 24,595,178 | 44.88      | 25,504,552    | 47.82         |
|                                                   | Sinan Oğan                   | Independent (Alianța Strămoșească) | 2,831,239  | 5.17       |               |               |
|                                                   | Muharrem İnce                | Partidul Patriei                   | 235,783    | 0.43       |               |               |
| Total                                             | Total                        | Total                              | 54,796,049 | 100.00     | 53,339,244    | 100.00        |
|                                                   |                              |                                    |            |            |               |               |
| Voturi valide                                     | Voturi valide                | Voturi valide                      | 54,796,049 | 98.14      | 53,339,244    | 98.73         |
| Voturi invalide/albe                              | Voturi invalide/albe         | Voturi invalide/albe               | 1,037,104  | 1.86       | 684,372       | 1.27          |
| Voturi totale                                     | Voturi totale                | Voturi totale                      | 55,833,153 | 100.00     | 54,023,616    | 100.00        |
| Voturi înregistrate/prezența                      | Voturi înregistrate/prezența | Voturi înregistrate/prezența       | 64,145,504 | 87.04      | 64,197,419    | 83.87         |
| Sursă: YSK, primul tur; Haber Türk, al doilea tur |                              |                                    |            |            |               |               |

1. ↑  Și-a retras candidatura dar a rămas pe buletinul de vot[6]

## Urmări

### Analiză
Întrucât niciun candidat nu a reușit să obțină majoritatea voturilor, pe 28 mai a avut loc un scrutin între primii doi clasați, Recep Tayyip Erdoğan și Kemal Kılıçdaroğlu. Erdoğan, președintele în exercițiu care a participat la alegeri, a primit 49,52% din voturi, în scădere de la 52,59% la ultimele alegeri. Voturile pentru Oğan au împins cursa într-un al doilea tur de scrutin, rata prezenței la vot în străinătate și vamă a crescut de la 53,8% la 54,35%

### Reacții

#### În Turcia
După ce 99,4% din voturi au fost numărate în al doilea tur, Consiliul Electoral Suprem l-a declarat pe Erdoğan ales matematic.
Erdoğan și-a exprimat mulțumirea susținătorilor săi într-un discurs la Istanbul, spunând că toți cei 85 de milioane de cetățeni ai țării au fost „învingătorii” alegerilor, în timp ce a batjocorit înfrângerea adversarului său cu cuvintele „Pa, pa, pa, Kemal”.
Kılıçdaroğlu a recunoscut înfrângerea, spunând: „Adevărata mea tristețe este legată de dificultățile care vor fi în această țară”. El a promis că va continua lupta împotriva lui Erdoğan. El și-a îndemnat susținătorii să continue să lupte pentru a susține principiile democratice și și-a exprimat frustrarea față de afluxul masiv de refugiați în țara sa, comentând că „oamenii turci au devenit cetățeni de mâna a doua”.

#### În afara țării
După ce Erdogan a fost declarat ales, președintele american Joe Biden i-a oferit felicitări, comentând că „așteaptă cu nerăbdare să continue să lucreze împreună ca aliați NATO în probleme bilaterale și provocările globale comune”. Președintele Consiliului European, Charles Michel, l-a felicitat pe Erdoğan, declarând că „așteapt cu nerăbdare să lucrez din nou cu dumneavoastră pentru a aprofunda relațiile UE-TR în anii următori”. Kubanychbek Omuraliev, secretarul general al Organizației Statelor Turcice, a declarat într-un mesaj: „Are sincerele mele felicitări domnul președinte Erdoğan pentru victoria sa în turul 2 al alegerilor prezidențiale din Republica Turcia și îi doresc mult succes pentru Republica Turcia, poporul turc fratern si intreaga lume turceasca.” Secretarul general al Organizației Cooperării Islamice (OCI), Hissein Brahim Taha, i-a urat lui Erdoğan succes în a-și duce țara mai departe și prosperă în noul său mandat. Secretarul general al NATO Jens Stoltenberg l-a felicitat pe Erdoğan, declarând că „așteapt cu nerăbdare să ne continuăm munca împreună și să ne pregătim pentru summitul NATO din iulie”, șeful ONU Antonio Guterres l-a felicitat pe președintele turc Erdoğan pentru realegerea sa.